# YouTube Poop
Um YouTube Poop (YTP) também conhecido simplesmente como poop, é um tipo de mashup ou edição de vídeo criado pela remixagem/edição de fontes de mídia preexistentes, muitas vezes carregando significado subcultural em um novo vídeo para humor, satírico, obsceno, absurdo e profano - bem como irritante, confuso, ou propósitos dramáticos. Os YouTube Poops são tradicionalmente enviados para o site de compartilhamento de vídeos americano YouTube, daí o nome.
Originários dos Estados Unidos, poops são hoje produzidos no mundo inteiro. O nome pode variar de país para país, com a sigla do país sendo usada junto a "YouTube Poop"; poops brasileiros, por exemplo, usam o nome YouTube Poop BR, ou YTPBR na forma reduzida. Há também o (YTPMV) ou simplesmente ''YouTube Poop Music Video", que é um gênero musical que utiliza vozes humanas, ruídos e soma robotizados.

## História
YouTube Poop é um subconjunto da cultura do remix, em que ideias e mídias existentes são modificadas e reinterpretadas para criar novas artes e mídias em vários contextos. Formas de cultura remix já existiam muito antes da internet, com Luke Dormehl, da DigitalTrends, listando a técnica cut-up de William Burroughs e samples no hip-hop como exemplos. Dormehl também diz que "esteticamente", o YouTube Poop é semelhante ao "estilo de edição frenético" da MTV na década de 1980, que apresentava "cortes rápidos e não lineares" que se concentravam menos no personagem ou no enredo do que em evocar um sentimento.
O YouTube Poop também se baseia em elementos da cena do vídeo, em que os fãs de uma mídia criariam videoclipes usando imagens do trabalho. Os observadores também sugeriram influências de uma prática mais moderna baseada na Internet semelhante ao vidding, o videoclipe de anime (AMV) - particularmente de variações mais cômicas do AMV.

### Início e "anos dourados"
O gênero começou no início dos anos 2000. O vídeo considerado o primeiro YouTube Poop é "The Adventures of Super Mario Bros. 3 REMIXED!!!" (agora comumente conhecido como "I'D SAY HE'S HOT ON OUR TAIL") pelo criador SuperYoshi, originalmente carregado em 22 de dezembro de 2004, precedendo a criação do YouTube por alguns meses. Ele remixa clipes da série animada de televisão de 1989, The Adventures of Super Mario Bros. 3, como fonte primária, usando o software de edição de vídeo Windows Movie Maker. O estudioso de mídia Randall Halle sugere que o nome "poop" usado para se referir a vídeos como o de SuperYoshi se refere à suposta baixa qualidade desses primeiros trabalhos.
Em meados dos anos 2000, o YTP se tornou um dos tipos de vídeo mais populares no YouTube. O YouTuber EmpLemon descreve esta era como sendo caracterizada por memes populares recorrentes e piadas internas na comunidade. De acordo com Halle, o vídeo de 2010 "Jonathan Swift retorna dos mortos para comer um sanduíche de queijo" foi citado como "uma obra que moveu o YTP em direção à arte", com uso intenso de vídeo na edição de vídeo e outros métodos de distorção.
A popularização inicial dos vídeos deu-se através de um número de comunidades virtuais da época, como; fóruns de discussão, sites como o Newgrounds, gifs e fads (como o ytmnd) e imageboards.

### Declínio na popularidade mainstream
O gênero YouTube Poop caiu em popularidade durante a década de 2010. A analista principal da eMarketer, Nicole Perrin, especulou que a razão pela qual o gênero "caiu no esquecimento" foi como parte de uma "mudança mais ampla do YouTube para um conteúdo mais brilhante e amigável para empresas".
Luke Dormehl escreveu em 2019 em relação a essa perda de popularidade mainstream que "como em todos os outros cantos da Internet", o YTP havia sofrido fragmentação de uma grande comunidade única com um conjunto compartilhado de fontes em uma série de subcomunidades, cada uma com seu próprio material de origem preferido. No entanto, isso também permitiu que cada subcomunidade individual desenvolvesse seu próprio conjunto de "referências dentro de referências" complicadas ainda mais. Além disso, o YTP seguiu a tendência geral do YouTube de aumentar a profissionalização e edição, com muitos efeitos especiais e redação elaborada.
O YTP teve uma grande influência em grande parte da cultura moderna de memes e na cultura da Internet como um todo. Muitos traços estilísticos do YTP entraram no vocabulário de edição dos principais YouTubers, como edição rápida e mudanças drásticas repentinas no volume para efeito cômico. Muitos YouTubers convencionais até contratam editores YTP para editar seus vídeos normais.

## No Brasil
No Brasil, no ano de 2008, antes de criarem seus próprios vídeos, os poopers da primeira onda nacional também acompanhavam sites em que se organizava o YouTube Poop original, ou já contribuíam com vídeos em inglês.
A cooperação entre poopers brasileiros não apenas se manifestou no aprendizado conjunto e na formação estética do gênero, mas também no surgimento de novas vertentes do YTPBR voltadas à autoria coletiva ou que apresentam o conceito de chamada e resposta (Lessig), como os Collabs, o Soccer e o Ping-pong.
Hoje, o YTPBR reúne uma comunidade de centenas de autores, dezenas de milhares de vídeos e visualizações. A divulgação de poops e vídeos virais nas redes sociais, primeiro no Orkut e posteriormente no Facebook, possibilitou que usuários não-familiarizados com o YouTube Poop original tivessem contato com o YTPBR.
Entre as influências citadas por autores para seus poops, destacam-se: Poopers da primeira, segunda e terceira "gerações"  nacionais; Programas televisivos dos anos 1990 e 2000 – animes, desenhos, videoclipes, videogames, programas de humor, novelas, Vídeos virais, vídeos "toscos" (ou trash), animações em Flash; além de menções à estética dadaísta e surrealista.

## Estilo e técnicas

### Estrutura, cultura e subgêneros
Alguns vídeos podem envolver o reaproveitamento total ou parcial de fontes para criar ou transmitir uma história muitas vezes autoconsciente, enquanto outros seguem uma narrativa não linear e alguns podem não conter nenhum enredo, em vez disso, considerados entre as linhas de humor surreal e experimentação artística. Nesse grau, um YouTube Poop pode até consistir apenas em um vídeo existente, às vezes modificado, repetido em um loop lento ou remixado. O professor associado de antropologia cultural da Kansas State University, Michael Wesch, definiu os YouTube Poops como "remixes absurdos que imitam e zombam dos padrões técnicos e estéticos mais baixos da cultura do remix para comentar a própria cultura do remix".
O YTP geralmente pode ser derivado no sentido de que o trabalho de um criador (ou, dentro da comunidade, pooper) às vezes é usado como o trabalho subjacente para outro vídeo; isso pode ser recirculado e levar à criação de vídeos de "YTP tênis" (no Brasil chamados de "ping-pong"), nomeados por existirem em rodadas em que o vídeo original acumula edições e alterações. Lawrence Lessig, professor de direito na Harvard Law School, comparou esse aspecto a uma forma de chamada e resposta, aqui vista como proeminente na cultura do remix.
Um "YTP collab"  é uma prática comum e envolve a união de vários criadores para produzir um único vídeo, às vezes muito longo.
Um subgênero de YouTube Poops é o YouTube Poop Music Video (YTPMV), que envolve clipes de diferentes formas de mídia remixados em uma forma musical, geralmente de maneira acelerada e com edição intensiva.

### Material fonte
Embora essencialmente qualquer mídia audiovisual seja um "jogo justo" para o material de origem, algumas das principais fontes de YouTube Poops incluem programas de televisão, anime, comerciais e outros vídeos do YouTube . Em particular, os YouTube Poops costumam usar desenhos animados dos anos 1990, especialmente os desconsiderados pela crítica, como The Super Mario Bros. Super Show! e Adventures of Sonic the Hedgehog. O trabalho do poeta infantil Michael Rosen também foi usado. Essas diversas fontes de mídia, de diferentes períodos e estilos, são frequentemente combinadas em YTPs.
As cenas de jogos da Nintendo lançadas no Philips CD-i - principalmente Hotel Mario, Link: The Faces of Evil e Zelda: The Wand of Gamelon - que foram amplamente criticadas por sua animação bizarra, dublagem e roteiros, também são freqüentemente usados e, como resultado, alcançaram uma notoriedade mais ampla.

### Técnicas de edição
Um típico YouTube Poop usa efeitos visuais e auditivos para alterar o trabalho subjacente, bem como o rearranjo de clipes individuais. As edições costumam ser "abruptas e chocantes", com muitos cortes rápidos e alongamento de tempo levando a um ritmo "muitas vezes frenético". Ruth Alexandra Moran interpreta o estilo como produzindo "estética de mau funcionamento".
O tipo mais comum de rearranjo é a "sentence-mixing" (mistura de frases), uma forma de edição na qual o diálogo é rearranjado ou cortado para formar um novo diálogo, muitas vezes humorístico ou vulgar. Uma famosa sentence-mixing do YouTube Poop "Robotnik Has a Viagra Overdose" do criador Stegblob tira uma cena de Adventures of Sonic the Hedgehog em que o Doutor Robotnik acusa seus capangas de "bisbilhotar como sempre" e corta tudo, exceto a segundo e a terceira sílaba para deixar apenas a palavra sem sentido "pingas", que foi interpretada para se assemelhar à palavra "pênis". Ao longo dos anos, "Pingas" se tornou um dos maiores memes relacionados à franquia Sonic the Hedgehog em geral e foi referenciado tanto na história em quadrinhos de Archie quanto na série de televisão Sonic Boom. Em uma entrevista, o co-estrela de Sonic the Hedgehog, James Marsden, foi questionado sobre a palavra, na qual ele adivinhou erroneamente que era a frase de efeito original do Doutor Robotnik.
Algumas técnicas são mais abrasivas, como o "stutter loop", no qual um pequeno clipe de vídeo é repetido várias vezes. Um tropo auditivo abrasivo é o súbito aumento extremo de volume para chocar o espectador, conhecido como "ear-rape" (literalmente "estupro de orelha"). Este termo entrou na gíria geral da Internet referindo-se a um ruído alto ou desagradável inesperado em qualquer meio, intencional ou não.

## Direitos autorais e uso justo
Como o YTP é um meio criado para reaproveitar mídia protegida por direitos autorais, ele tem sido particularmente vulnerável à lei de direitos autorais. Os YouTube Poops costumam estar sujeitos a reivindicações de direitos autorais no YouTube. O cientista político e autor Trajce Cvetkovski observou em 2013 que, apesar da Viacom entrar com um processo de violação de direitos autorais contra o YouTube em 2007 explicitamente relacionado a YouTube Poop, em particular "The Sky Had a Weegee" de Hurricoaster, que apresenta cenas da série animada SpongeBob SquarePants  e Weegee (uma caricatura satírica baseada no Luigi da Nintendo como ele aparece na versão DOS de Mario Is Missing!), e muitos outros permaneceram no YouTube.
A lei de direitos autorais no Reino Unido permite que as pessoas usem material protegido por direitos autorais para fins de paródia, pastiche e caricatura sem serem vistas como infringindo os direitos autorais do material. Os proprietários dos direitos autorais só podem processar o parodista se o trabalho for percebido como uma comunicação de mensagens odiosas ou discriminatórias e modificando a finalidade pretendida do material do proprietário dos direitos autorais. Se o caso for então levado a tribunal, os juízes são aconselhados em termos jurisdicionais para decidir se o vídeo atende a esses critérios.